# Ahmad Nawwaf al-Ahmad as-Sabah
Ahmad Nawwaf al-Ahmad al-Dżabir as-Sabah arab. ‏أحمد نواف الأحمد الجابر الصباح‎ (ur. 1956 w Kuwejcie) – kuwejcki polityk i wojskowy, syn emira Nawwafa al-Ahmada al-Dżabira as-Sabaha, w 2022 wicepremier i minister spraw wewnętrznych, od 2022 do 2024 premier Kuwejtu.

## Życiorys
Jest najstarszym synem emira Nawwafa al-Ahmada al-Dżabira as-Sabaha i Szarify Sulajman Al-Dżasim, ma czterech braci. Ukończył studia z handlu na Uniwersytecie Kuwejckim. W 1985 ukończył szkolenie wojskowe ze stopniem lejtnanta, później doszedł do stopnia generała porucznika. Od 1986 pracował w siłach policyjnych i ministerstwie spraw wewnętrznych, w drugim z nich został zastępcą sekretarza. Był również prezesem klubu Al-Arabi Kuwejt i członkiem krajowego stowarzyszenia piłki nożnej. W latach 2014–2020 gubernator muhafazy Hawalli, następnie był zastępcą dowódcy Gwardii Narodowej Kuwejtu. 9 marca 2022 objął stanowisko pierwszego wicepremiera i ministra spraw wewnętrznych Kuwejtu w obliczu kryzysu rządowego. Z dniem 24 lipca 2022 został premierem kraju. 1 października złożył rezygnację ze stanowiska przyjętą kolejnego dnia.